# Mikhail Yangel
Mikhail Kuzmich Yangel (russo: Михаил Кузьмич Янгель; 25 de outubro jul./ 7 de novembro de 1911greg. — 25 de outubro de 1971) foi um engenheiro soviético e o principal projetista de mísseis na União Soviética.

## Biografia
Yangel era filho de um prisioneiro político russo que fora deportado para a Sibéria.
A carreira de Yangel começou como engenheiro de aviação, após se formar no Instituto de Aviação de Moscou em 1937. Trabalhou com famosos projetistas de aeronaves Nikolai Polikarpov e, posteriormente, Artem Mikoyan. Em seguida, mudou-se para o campo dos mísseis balísticos, onde primeiro foi responsável pelos sistemas de orientação. Como associado de Sergei Korolev, ele montou um centro de propulsão de foguetes em Dnipro, na Ucrânia, que mais tarde formou a base de seu próprio escritório de projetos OKB-586 em 1954. No início, as instalações de Yangel serviram para produzir em massa e desenvolver mísseis balísticos intercontinentais (ICBMs) em cuja área Yangel foi pioneira no armazenamento combustíveis hipergólicos . Seu bureau projetou o R-12, R-16 e R-36, cujas adaptações para veículos de lançamento são conhecidas como Cosmos, Tsyklon e Dnepr, respectivamente, que ainda estão em uso hoje. Yangel evitou por pouco a morte durante o desenvolvimento do R-16 na catástrofe de 1960.
O bureau de Yangel fazia parte do Ministério da Construção de Máquinas Geral chefiado por Sergey Afanasyev.
Por seu trabalho notável, Mikhail Yangel recebeu o Prêmio Lênin em 1960 e o Prêmio do Estado da URSS em 1967. Ele também recebeu quatro Ordens de Lênin, a Ordem da Revolução de Outubro e numerosas medalhas. Ele morreu em Moscou em 1971.
Vários lugares notáveis receberam o nome de Yangel:
- Uma rua no bairro Chertanovo em Moscou;
- Uma estação de metrô Ulitsa Akademika Yangelya na linha Serpukhovsko-Timiryazevskaya (perto da rua acima);
- Uma rua em Kiev;
- Uma das duas ruas principais de Baikonur (a outra é em homenagem a seu principal rival, Sergei Korolev);
- A cratera Yangel na lua.

Um planeta menor 3039 Yangel descoberto pela astrônoma soviética Lyudmila Zhuravlyova em 1978 leva o seu nome.

## Literatura
- "Rockets and people" - BE Chertok , M: "Mechanical engineering", 1999. ISBN  5-217-02942-0
- "Baikonur. Korolev. Yangel." - MI Kuznetsk, Voronezh : IPF "Voronezh", 1997, ISBN 5-89981-117-X
- AI Ostashev , Sergey Pavlovich Korolyov - O Gênio do Século XX - 2010 M. da Instituição Educacional Pública de Formação Profissional Superior MGUL ISBN 978-5-8135-0510-2
- "Bank of the Universe" - editado por Boltenko AC, Kiev, 2014., editora "Phoenix", ISBN 978-966-136-169-9
- “SP Korolev. Enciclopédia da vida e criatividade” - editado por CA Lopota, RSC Energia. SP Korolev, 2014 ISBN 978-5-906674-04-3
- "Space science city Korolev" - Autor: Posamentir RD M: editora SP Struchenevsky OV, ISBN 978-5-905234-12-5